# Oscar A. H. Schmitz

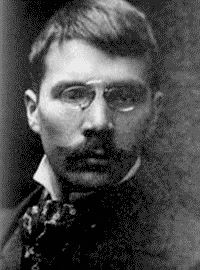
Oscar A. H. Schmitz

Oscar Adolf Hermann Schmitz (auch: Oscar A. H. Schmitz; * 16. April 1873 in Bad Homburg vor der Höhe, Hessen-Nassau; † 17. Dezember 1931 in Frankfurt am Main) war ein deutscher Gesellschaftsschriftsteller und Mitglied der Münchner Bohème. In seinerzeit recht populären Schriften beschrieb, analysierte, parodierte und reflektierte er den Oberschicht-Zeitgeist des wilhelminischen Deutschland und dessen Krise nach dem Ersten Weltkrieg. Dazu tritt ein umfassendes Opus an Reise- und Ratgeberliteratur, sowie zahlreiche Schriften, in denen er für Astrologie und Psychoanalyse warb.

## Leben
Schmitz wurde 1873 als erstes von insgesamt vier Kindern einer großbürgerlichen Familie im hessischen Homburg vor der Höhe geboren. Nach dem Umzug seiner Eltern nach Frankfurt am Main besuchte er das dortige Städtische Gymnasium, musste dies jedoch wegen mangelnder Disziplin verlassen. 1892 bestand er allerdings, wenn auch mit Mühe, am Gymnasium Philippinum in Weilburg das Abitur. Es folgte ein unstetes Studium der Fächer Jura, Nationalökonomie, Philosophie und Kunstgeschichte in Heidelberg, Leipzig, München und Berlin.
1894 hörte Schmitz in Rom ein halbes Jahr lang Kunstgeschichte, reiste dann über Sizilien, Tunis, Neapel, Budapest und Wien zurück nach München und begann nacheinander Dissertationen in den Fächern Nationalökonomie und Literaturgeschichte, brach jedoch 1895, nach dem Tod des Vaters, das Studium insgesamt ab, da ihm eine beträchtliche Rente einen dauerhaften Wohlstand sicherte, so dass er sich ganz der Suche nach Abenteuern, seinen Reisen und seinem literarischen Schaffen widmen konnte. Über Karl Wolfskehl lernte er 1897 in Paris den Dichter Stefan George kennen, in dessen Blättern für die Kunst Schmitz seine ersten eigenen Gedichte veröffentlichte. Nichtsdestoweniger verscherzte Schmitz sich Georges Gunst durch freimütige Kritik an dessen Gefolgsmann Melchior Lechter.
In München begegnete er später der Schriftstellerin Gräfin Franziska zu Reventlow sowie Ludwig Klages. Schmitz wurde ein enthusiastischer Teilnehmer des Treibens der Schwabinger Bohème, unter anderem im Kreis der Kosmiker. In einem von eigenen Erlebnissen inspirierten Roman, der zunächst unter dem Titel Wenn wir Frauen erwachen und später unter dem Haupttitel Bürgerliche Bohème veröffentlicht wurde, zeichnete Schmitz ein satirisches Sittenbild der Münchner Oberschicht dieser Zeit.
Mit seinem bereits 1902 erschienenen Erzählwerk Haschisch trug Schmitz wesentlich zur Entwicklung der phantastischen Literatur bei. Es spielt mit tabuisierten Themen wie Erotik, Satanismus, Sadismus, Religion, Tod und Rausch.
Mit seinem Schwager, dem Grafiker und Illustrator Alfred Kubin, ging er in ganz Europa, Nordafrika und Russland auf Reisen. Längere Zwischenstationen waren München, Salzburg, Rom, Paris und Berlin.
Bei Ausbruch des Ersten Weltkrieges ließ er sich in Panik wehruntauglich schreiben. In den Folgejahren befasste Schmitz sich jedoch intensiv mit Themen aus Politik und Gesellschaft.
Veranlasst durch psychologisches Interesse, aber auch durch eigene psychische Krisen, wandte Schmitz sich frühzeitig der Psychoanalyse und Psychotherapie zu, dabei insbesondere C. G. Jung und Alfred Adler. Er hing auch der „Weisheitsschule“ des Grafen Keyserling an. Lange bevor Psychologen sich auf Persönlichkeitsvorstellungen der Astrologie bezogen, sah Schmitz in seiner Schrift Geist der Astrologie (1922) die Entwicklung einer „Astro-Psychologie“ voraus, die in der Esoterik noch heute eine zentrale Stellung einnimmt.
1931 starb Schmitz an einem Leberleiden und hinterließ zahlreiche kulturpolitische Schriften, Essays, Theaterstücke und Romane. Zwar hielt Thomas Mann ihn für einen „hervorragenden gescheiten Schriftsteller“, heute ist Schmitz im öffentlichen Bewusstsein jedoch nicht mehr allzu präsent.
Als biographische Quellen kommen neben den drei Autobiographien (1925–1927) neuerdings auch die 2006–2007 von Wolfgang Martynkewicz in drei Bänden herausgegebenen Tagebücher in Betracht. Einen Teil des literarischen Nachlasses verwaltet das Deutsche Literaturarchiv in Marbach.
Schmitz selbst war dreimal, zumeist sehr kurz, verheiratet, blieb aber kinderlos. Seine Schwester Hedwig heiratete 1904 den Grafiker Alfred Kubin. Einer von Schmitz’ Neffen (Sohn der Schwester Mathilde) war der Literaturwissenschaftler Richard Alewyn.

## Werke

### Als Autor
Aufsätze
- Psychologie der Geschlechtscharaktere. In: Ehrhard F. Eberhard (Hrsg.): Geschlechtscharakter und Volkskraft. Grundprobleme des Feminismus. Verlag Hofmann, Darmstadt 1930.

Autobiographisches
- Das Dionysische Geheimnis. Erlebnisse und Erkenntnisse eines Fahnenflüchtigen. Georg Müller, München 1921.
- Die Geister des Hauses. Jugenderinnerungen. Georg Müller, München 1926.
- Dämon Welt. Jahre der Entwicklung. Georg Müller, München 1926.
- Ergo sum. Jahre des Reifens. Georg Müller, München 1927.

Briefe
- Sinnsuche oder Psychoanalyse, Briefwechsel mit Graf Hermann Keyserling aus den Tagen der Schule der Weisheit. Gesellschaft der hessischen Literaturfreunde, Darmstadt 1970.

Erzählungen
- Haschisch. Erzählungen (E. A. Poes Phantastische Bibliothek; Bd. 7). Edition Blitz, Windeck 2006, ISBN 3-89840-927-9 (Nachdr. d. Ausg. Berlin 1902).[3]
- Halbmaske. Juncker, Stuttgart 1903.
- Der gläserne Gott: Novellen. Juncker, 1906
- Das andere Ich. Drei Erlebnisse. Georg Müller, München 1910.
- Herr von Pepinster und sein Popanz. Geschichten vom Doppelleben. Georg Müller, München 1915 (illustriert von Alfred Kubin).
- Menschheitsdämmerung. Märchenhafte Geschichte. Georg Müller, München 1918.
- Geschichten im Zwielicht. Georg Müller, München 1927.
- Märchen aus dem Unbewussten. Hanser, München 1932.[4]

Essays
- Don Juan, Casanova und andere erotische Charaktere. Ein Versuch. Juncker, Stuttgart 1906.[5]
- Brevier für Weltleute. Essays über Gesellschaft, Mode, Frauen, Reisen, Lebenskunst, Kunst, Philosophie. Stuttgart 1911. Nachdruck (6. Auflage): Georg Müller, München 1923.
- Das Land ohne Musik. Englische Gesellschaftsprobleme. 4. Aufl. Georg Müller, München 1914.[6]
- Was uns Frankreich war. Das Land der Wirklichkeit.. 5. Aufl. Georg Müller, München 1914 (früherer Titel: Französische Gesellschaftsprobleme).
- Die Weltanschauung der Halbgebildeten. Georg Müller, München 1914.
- Das wirkliche Deutschland. Die Wiedergeburt durch den Krieg. Georg Müller, München 1915.
- Englands politisches Vermächtnis an Deutschland durch Benjamin Disraeli, Lord Beaconsfield. Georg Müller, München 1916 (früherer Titel: Die Kunst der Politik).
- Das rätselhafte Deutschland. Georg Müller, München 1920.
- Scheinwerfer über Europa, Rußland, Skandinavien, Südosteuropa, Italien, Frankreich. Georg Müller, München 1920.
- Der Geist der Astrologie. 4. Aufl. Uranus-Verlag, Hamburg 1937 (Nachdr. d. EA Hamburg 1922).
- Psychoanalyse und Yoga (Leuchter-Bücher). Reichl-Verlag, Darmstadt 1923.
- Brevier für Einsame. Fingerzeige zu neuem Leben. Georg Müller, München 1923.
- Brevier für Unpolitische. Wegweiser zum öffentlichen Leben. Georg Müller, München 1923.
- Der österreichische Mensch. Zum Anschauungsunterricht für Europäer, insbesondere für Reichsdeutsche. Literarische Anstalt, Wien 1924.
- Essays über Menschen, Länder und Völker (Länder und Leute). Georg Müller, München 1928.
- Tragikomödie der Geschlechter oder Die Entfremdung zwischen Mann und Weib. Hanser, München 1931.
- Wege zur Reife. Das Ende der Jugendkonjunktur. Kampmann-Verlag, Freiburg/B. 1931.

Lyrik
- Orpheus. Lieder des Fahrenden, De profundis, Katafalke, Roma. Lazarus-Verlag, Berlin 1899.

Reisebuch
- Fahrten ins Blaue. Ein Mittelmeerbuch. Georg Müller, München 1925.

Romane

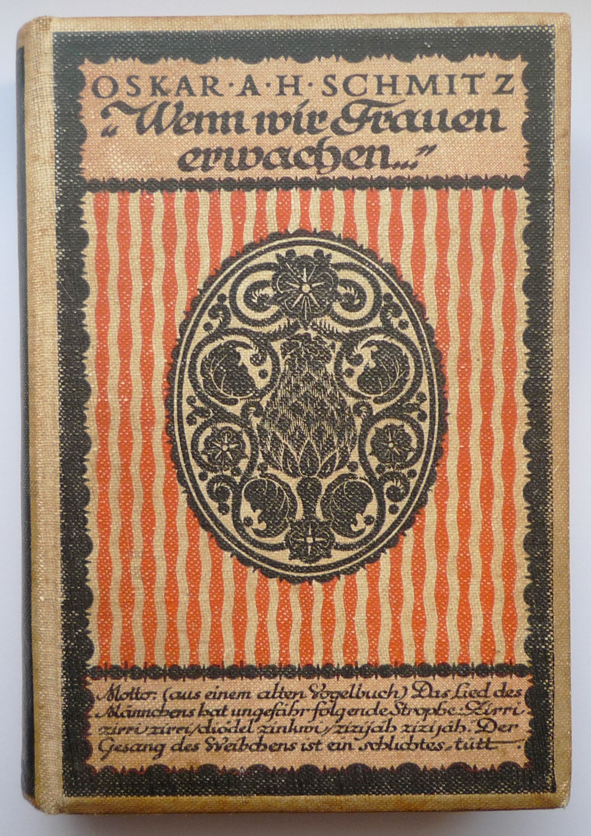
Wenn wir Frauen erwachen... (Bürgerliche Bohème), Originalausgabe, Georg Müller, München und Leipzig 1913

- Lothar oder Untergang einer Kindheit. Juncker, Stuttgart 1905.
- Bürgerliche Bohème. ein deutscher Sittenroman aus der Vorkriegszeit. Georg Müller, München 1925 (früherer Titel: „Wenn wir Frauen erwachen ...“ Ein Sittenroman aus dem neuen Deutschland).
- Der Vertriebene. Ein Entwicklungsroman. Georg Müller, München 1917.
- Melusine. Der Roman eines Staatsmannes. Georg Müller, München 1928.
- Wespennester. Musarion-Verlag, München 1928/29 (3 Teile).

Tagebücher
- Wolfgang Martynkewicz (Hrsg.): Tagebücher. Aufbau, Berlin 2006f

1. Das wilde Leben der Boheme. Tagebücher 1896–1906. ISBN 978-3-351-03097-1.
2. Ein Dandy auf Reisen. Tagebücher 1907–1912. ISBN 978-3-351-03098-8.
3. Durch das Land der Dämonen. Tagebücher 1912–1918. ISBN 978-3-351-03099-5.

Theaterstücke
- Der Herr des Lebens. Zwei Aufzüge. Juncker, Stuttgart 1905.[7]
- Don Juanito. Komödie in vier Aufzügen. Verlag Wedekind, Berlin 1908.
- Der hysterische Mann. Lustspiel in drei Aufzügen (Theater der Gegenwart; Bd. 4). Georg Müller, München 1914.
- Don Juan und die Kurtisane. Fünf Einakter. Georg Müller, München 1914.[8]
- Ein deutscher Don Juan. Komödie in drei Aufzügen. Georg Müller, München 1917.

### Als Übersetzer
- Gu Hongming: Der Geist des chinesischen Volkes.